# Gentiana alsinoides
Gentiana alsinoides är en gentianaväxtart som beskrevs av Adrien René Franchet. Gentiana alsinoides ingår i släktet gentianor, och familjen gentianaväxter. Inga underarter finns listade i Catalogue of Life.